# Episkopální palác (Užhorod)
Episkopální palác (biskupská rezidence) v Užhorodu je jednou z nejstarších budov ve městě. Patří k architektonickým památkám celostátního významu. Biskupská rezidence má předzahrádku s opěrnou zdí. Obsahuje dekorativní plot. Tento objekt má statut památky zahradního a parkového umění místního významu.

## Historie
Budova byla původně určena pro jezuitskou kolej a pochází z roku 1646. Po zrušení řádu jezuitů (1773) se v roce 1775 stala sídlem biskupství mukačevské řeckokatolické diecéze. První biskup – Ondřej Bačinský se do Užhorodu přestěhoval v roce 1780.
Dne 10. června 1950 rozhodlo tehdejší vedení města o převodu budovy biskupské rezidence na Užhorodskou státní univerzitu. V prostorách byla umístěna vědecká knihovna. Byla změněna vnitřní výzdoba a fresky zdobící prostory byly zabíleny. V roce 1990 rozhodl Zakarpatský oblastní výkonný výbor o zrušení převodu rezidenčních prostor do vlastnictví univerzity, k tomu však tehdy nedošlo – vědecká knihovna obsahovala archivy a nebylo možné okamžitě je najít jinde. V letech 2009–2010 se začaly postupně přesouvat fondy vědecké knihovny. Správa biskupství zahájila restaurátorské práce. Byla obnovena biskupská kaple. Byla vyměněna střešní krytina a byly provedeny restaurátorské práce na biskupských erbech. Od tohoto období neustále probíhají restaurátorské práce a malby jsou aktualizovány. Byla vyčištěna studna s dlouhou historií. Starobylé sluneční hodiny instalované ve dvoře byly obnoveny. Koncem roku 2014 – začátkem roku 2015 byly do užhorodského biskupského sídla navráceny portréty – kopie těch obrazů, jejichž originály zmizely z objektu ve 20. století.